# Feiertage in Gambia
Die zwölf gesetzlichen Feiertage in Gambia gründen sich auf die beiden Nationalfeiertage und die religiösen Feiertage der beiden größten im Land vertretenden Religionen. Im westafrikanischen Staat Gambia leben 90 Prozent Moslems und 8 Prozent Christen. Trotz der Mehrheit der muslimischen Bevölkerung haben die christlichen Feiertage ihren Platz, dies liegt begründet in der britischen Kolonialgeschichte. Gambia wurde 1965 vom Vereinigten Königreich unabhängig.

## Allgemeines
Der Sonntag ist seit der Kolonialzeit wöchentlicher Ruhetag. Fällt ein Feiertag auf einen Sonntag, so wird er auf den folgenden Montag verschoben, der dann arbeitsfrei ist. Der Freitag ist der Gebetstag der Moslems, strenggläubige halten nach dem Mittagsgebet (Freitagsgebet) ihre Geschäfte geschlossen. Neben den weltlichen und religiösen Feiertagen gibt es noch unzählige regional begrenzte Feste.

## Geschichte
Der Holy Maria Day wurde 1958 zum Feiertag erklärt, dies wurde 1976 wieder rückgängig gemacht. Unter der Regierung Jammeh (ab 1994) wurde dieser Tag wieder eingeführt.
Die Feiertage wurden gesetzlich in Gambia 1990 mit dem Labor Act 1990 geregelt. Unter der Regierung Jammehs wurde in der neuen Verfassung im Paragraph 76 Abschnitt 1, die ab 1997 in Kraft trat, dem Präsidenten die Macht verliehen Feiertage zu bestimmen.
So hatte er, nachdem er bis zu später Stunde bei einem Konzert des senegalesischen Megastars Youssou N’Dour verweilt hatte, den folgenden Tag per Dekret zum Feiertag erklärte. So beschloss er es am 19. Dezember 2006, im Anschluss an die Vereidigungsfeierlichkeiten nach der gewonnenen Präsidentschaftswahl. Die Nachricht von seinem Beschluss erreichte viele Gambier nicht rechtzeitig.
2008 erreichte die gambische Fußballnationalmannschaft in der Qualifikation zur Fußball-Weltmeisterschaft 2010 ein Unentschieden gegen die senegalesische Fußballnationalmannschaft, das hätte fast für die Teilnahme für die Weltmeisterschaft gereicht. Aus Freude erklärte Jammeh den 13. Oktober 2008 zum Feiertag.
Den 3. April 2009 erklärte Jammeh zum einmaligen Feiertag, wegen der gewonnenen Fußball-Afrikameisterschaft der U-17-Nationalmannschaft Gambias.
Ebenfalls im April wurde von der National Assembly beschlossen, das nun jährlich am 25. Mai der Afrikatag als Feiertag begannen wird. An diesem Jahrestag (zufälligerweise ist dies der Geburtstag des ehemaligen Präsidenten Yahya Jammeh) wurde die Organisation für Afrikanische Einheit (Vorläufer-Organisation der Afrikanischen Union) gegründet.

## Feiertage

### Unbewegliche Feiertage
| Datum        | Name                   | Deutscher Name         | Anmerkungen           |
| ------------ | ---------------------- | ---------------------- | --------------------- |
| 1. Januar    | New Year's day         | Neujahrstag            |                       |
| 18. Februar  | Independence Day       | Tag der Unabhängigkeit | Nationalfeiertag      |
| 1. Mai       | Labour Day             | Tag der Arbeit         |                       |
| 25. Mai      | African Liberation Day | Afrikatag              |                       |
| 15. August   | Holy Maria Day         | Mariä Himmelfahrt      | christlicher Feiertag |
| 25. Dezember | Christmas Day          | Weihnachtsfeiertag     | christlicher Feiertag |

- Independence Day

Am Independence Day wird des 18. Februar 1965 gedacht, des Tages, an dem Gambia vom Vereinigten Königreich in die Unabhängigkeit entlassen wurde.
- Holy Maria Day (Assumption Day, Sang Marie)

Die Marienverehrung hat in Gambia eine besondere Bedeutung. So sind geographische Objekte wie das Kap St. Mary, die Insel St. Mary’s Island und der Ballungsraum Kombo-St. Mary Area nach dem Feiertag Mariä Verkündigung benannt. Ebenso sind die römisch-katholische Kathedrale und die anglikanische Kathedrale in der Hauptstadt Banjul, jeweils Bischofssitz der beiden christlichen Kirchen, der Maria gewidmet. Holy Maria day (Mariä Himmelfahrt) ist gesetzlicher Feiertag.
- African Liberation Day

Ab 2009 wird am 25. Mai der Afrikatag als Feiertag begannen, an diesem Jahrestag wurde die Organisation für Afrikanische Einheit gegründet.

### Unbewegliche Feiertage (historisch)
Mit dem Wahlsieg von Adama Barrow am 1. Dezember 2016 über den ehemaligen Präsidenten Yahya Jammeh wurde die folgenden Feiertage nicht mehr begangen:
| Datum    | Name                                                       | Deutscher Name     | Anmerkungen                         |
| -------- | ---------------------------------------------------------- | ------------------ | ----------------------------------- |
| 25. Mai  | African Liberation Day (President Yahya Jammeh's Birthday) | Afrikatag          |                                     |
| 22. Juli | Republic Day                                               | Tag der Revolution | Nationalfeiertag, von 1995 bis 2017 |

- Republic Day

Am Republic Day wird des 22. Juli 1994 gedacht, des Tages, an dem der Staatspräsident Yahya Jammeh gegen Dawda Jawara putschte und die Zweite Republik ausrief. Dieser Feiertag wurde in der Dritten Republik (ab 2017) nicht mehr begangen
- President Yahya Jammeh's Birthday

Ab 2009 wird am 25. Mai der Afrikatag als Feiertag begannen, an diesem Jahrestag wurde die Organisation für Afrikanische Einheit gegründet. Zufällig war dieser Tag auch der Geburtstag des ehemaligen Präsidenten Yahya Jammeh.

### Bewegliche Feiertage

#### Muslimische Feiertage
Die Muslimischen Feiertage folgen der islamischen Zeitrechnung. Sie variieren in den einzelnen islamischen Ländern, je nachdem, welche der mächtigen Bruderschaften die Mondphasen interpretiert. In Gambia erklärte zum Beispiel das Supreme Islamic Council (SIC) den 15. September 2007 zum Beginn des Ramadan und Donnerstag, den 20. Dezember 2007 als den Tag für Tabaski.
Gesetzliche Feiertage sind:
| Name                                           | Deutscher Name                                     | 2010          | 2011        | 2012        | 2013        |
| ---------------------------------------------- | -------------------------------------------------- | ------------- | ----------- | ----------- | ----------- |
| Koriteh, (Korité)                              | Ende des Ramadan ('Īd al-fitr)                     | 10. September | 31. August  | 19. August  | 9. August   |
| Tabaski, (Tobaski)                             | Islamisches Opferfest ('Īd ul-Adha)                | 16. November  | 6. November | 26. Oktober | 15. Oktober |
| Prophet's Birthday, (Wolof Gammo, Gamou, Gamo) | Geburtstag des Propheten Muhammad (Maulid an-Nabī) | 27. Februar   | 15. Februar | 4. Februar  | 24. Januar  |

Die Daten stammen aus berechneten Werten, sie können in Gambia noch von den tatsächlichen Tagen abweichen.
- Tabaski

Tabaski, das Islamische Opferfest ('Īd ul-Adha) ist im Jahr neben dem Ramadan das bedeutendste Fest im gambischen Leben. Es ist in seiner Bedeutung vergleichbar mit dem christlichen Weihnachtsfest.
- Weitere muslimische Festtage

Folgende Tage sind muslimische Festtage, aber keine gesetzlichen Feiertage in Gambia:
| Name           | Deutscher Name                   | 2010        | 2011         | 2012         | 2013        |
| -------------- | -------------------------------- | ----------- | ------------ | ------------ | ----------- |
| Ramadan begins | Beginn des Ramadan ('Īd al-fitr) | 11. August  | 1. August    | 20. Juli     | 9. Juli     |
| Tamkharit      | Islamisches Neujahr (ra's al'äm) | 7. Dezember | 26. November | 15. November | 4. November |

 Die Daten stammen aus berechneten Werten, sie können in Gambia noch von den tatsächlichen Tagen abweichen.

#### Christliche Feiertage
| Name          | Deutscher Name | 2010     | 2011      | 2012     | 2013     |
| ------------- | -------------- | -------- | --------- | -------- | -------- |
| Good Friday   | Karfreitag     | 2. April | 22. April | 6. April | 29. März |
| Easter Monday | Ostermontag    | 5. April | 25. April | 9. April | 1. April |